# Фатма Ханъм чешма (Солун)
 Тази статия е за чешмата в Солун.  За чешмата в Бурса вижте Фатма Ханъм чешма (Бурса).  
Фатма Ханъм чешма (на гръцки: Kρήνη της Φατμά Χανίμ; на турски: Fatma Hanım çeşmesi), позната и като Червената чешма (Κόκκινη Κρήνη), е историческа османска чешма в македонския град Солун, Гърция.

## Местоположение
Чешмата е разположена в Горния град - бившата турска махала, на улица „Зисис Карадиму“ при кръстовището ѝ с пешеходната „Паликаридис“.

## Описание
Представлява двойна чешма с три фасади - една на югоизток и две на югозапад. Изградена е от тухли, като на трите лица са оформени тухлени фалшиви сводове. Чешмата е построена в 1754/1755 година от тираничния валия на Солун Дамад Нуман паша в памет на майка му Фатма Ханъм. На югоизточната страна е запазен надпис на арабица на мраморна плоча, който гласи:
| „ | Ал-Фатиха за душата на благодетелната починала Фатма Ханъм, майка на Ес Сегит Нуман паша. Година 1168 (18 октомври 1754 - 6 октомври 1755). | “ |

- Лицето от улица „Зисис Карадиму“
- Надписът на лицето от улица „Зисис Карадиму“